# Northeast Asia Trade Tower

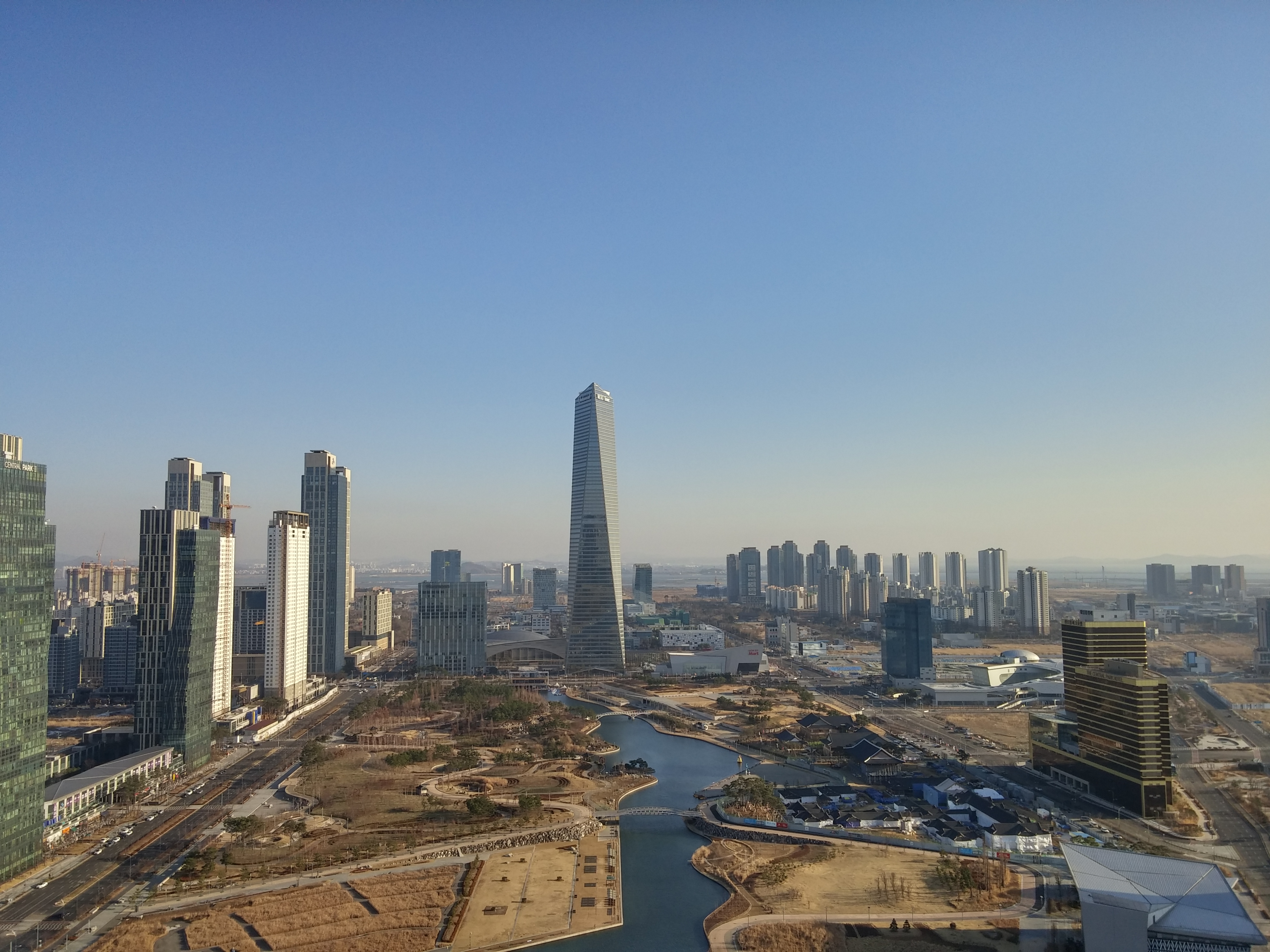
Northeast Asia Trade Tower em Songdo

O Northeast Asia Trade Tower é um arranha-céus em New Songdo City, em Incheon, Coreia do Sul. A torre é o cartão postal da cidade planejada. O arranha-céus atingiu 312 metros de altura e tem 68 andares, tendo ficado concluído em março de 2011.